# Inge Ejderstedt
Inge Ejderstedt, né le 24 décembre 1946 à Lenhovda, est un footballeur international suédois, qui évoluait comme milieu de terrain offensif. Il ne joue que dans deux clubs durant sa carrière, Östers IF en Suède et Anderlecht en Belgique. Il est appelé 23 fois en équipe nationale suédoise et inscrit 8 buts, participant également à deux coupes du monde. Il prend sa retraite en 1976.

## Carrière
Inge Ejderstedt commence sa carrière à Östers IF en 1967. Il devient rapidement un joueur de base de l'équipe, et remporte le premier titre de champion de Suède de l'histoire du club en 1968. À la suite de cette bonne saison, il obtient sa première sélection internationale le 19 février 1968, pour un match amical remporté 3-0 contre Israël. Il participe également à la Coupe du monde 1970, où la Suède est éliminée au premier tour à la différence de buts par l'Uruguay. Il ne joue que le match perdu face à l'Italie.
Inge Ejderstedt est transféré par Anderlecht en 1970, où il devient professionnel. Il est d'emblée titulaire dans l'équipe bruxelloise, jouant presque tous les matchs. En 1972, il réalise le doublé en remportant à la fois le championnat de Belgique et la Coupe. L'année suivante, il remporte une nouvelle Coupe de Belgique et termine deuxième en championnat. L'entraîneur Georg Kessler est licencié à l'aube de la saison 1973-1974 et remplacé par Urbain Braems. Ce changement a des conséquences négatives sur Ejderstedt, qui ne participe qu'à 3 matchs de championnat et 2 matchs de coupe cette saison-là. Il décroche néanmoins un nouveau titre de champion de Belgique, et malgré cette mise à l'écart, il fait partie de l'équipe suédoise pour la Coupe du monde 1974. Cette fois, il joue deux matchs, face aux Pays-Bas (0-0) et l'Allemagne de l'Ouest (défaite 2-4). C'est son 23e et dernier match en équipe nationale, pour le compte de laquelle il aura inscrit huit buts.
Barré à Anderlecht, Ejderstedt décide alors de rentrer à Suède, et retrouve son ancien club, Östers IF. Il joue encore trois saisons en Suède, terminant vice-champion en 1975, puis prend sa retraite sportive en 1976. Il joue au total 114 matchs en championnat suédois, inscrivant 39 buts.

### Palmarès
- 1 fois champion de Suède en 1968 avec Östers IF.
- 2 fois champion de Belgique en 1972 et 1974 avec Anderlecht.
- 2 fois vainqueur de la Coupe de Belgique en 1972 et 1973 avec Anderlecht.
- 2 fois vainqueur de la Coupe de la Ligue Pro en 1973 et 1974 avec le RSC Anderlecht.